# Julian Gumperz
Julian Gumperz (* 12. Mai 1898 in New York City; † 1972 in Gaylordsville, Connecticut) war ein aus einer reichen deutschamerikanischen Industriellenfamilie stammender Soziologe, Publizist und Übersetzer. Er war ein Mitarbeiter des Instituts für Sozialforschung. Er gehörte zu den Teilnehmern der Marxistischen Arbeitswoche.

## Leben

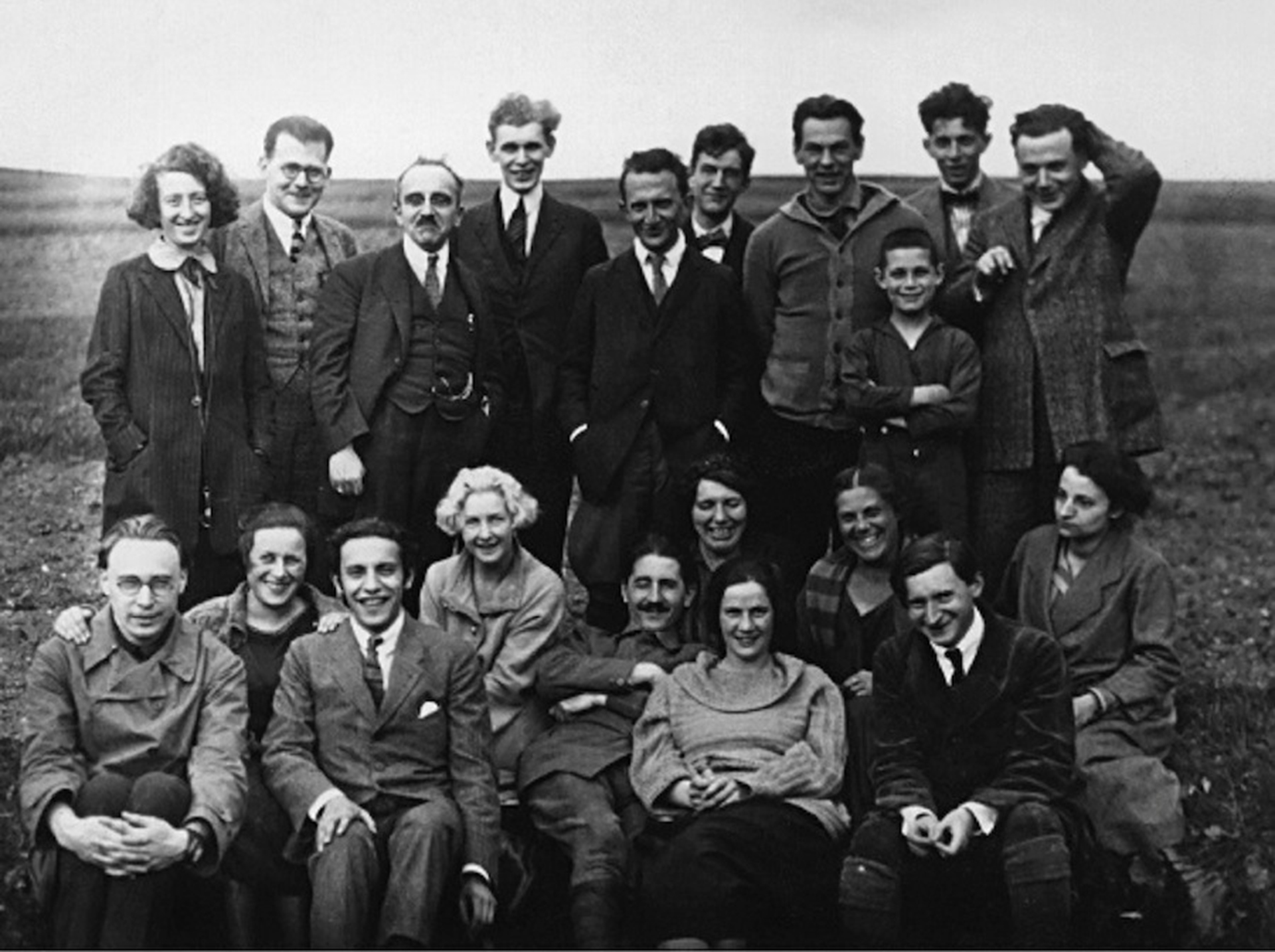
Julian Gumperz (1923, stehend, 6. von links)

Gumperz studierte Nationalökonomie, zunächst in Halle und ab 1929 in Frankfurt am Main bei Friedrich Pollock, der dort von 1928 bis 1930 in Vertretung Institutsleiter war. Gumperz promovierte über Die Lage der nordamerikanischen Arbeiter und wurde Pollocks Mitarbeiter. 1933 sondierte er die Arbeitsmöglichkeiten des von den Nationalsozialisten geschlossenen Frankfurter Instituts in den USA und knüpfte die ersten Kontakte zur Columbia University. Nach der 1934 geglückten Übersiedlung des Institutes nach New York arbeitete er (bis 1941) als dessen Mitarbeiter. 
Er war zeitweilig Börsenmakler der Hermann Weil Foundation und machte diese erfolgreiche Tätigkeit dann zu seinem Beruf. Er veröffentlichte 1947 zusammen mit Johann Rindl als Ypsilon eine Kritik des internationalen Kommunismus.
Mit Karl Otten und Wieland Herzfelde gab Gumperz von 1919 bis 1922 die dadaistisch-expressionistische Zeitschrift Der Gegner heraus. Er war Anfang der 1920er Jahre ein kommunistischer Aktivist, Mitarbeiter der Roten Fahne und des Malik-Verlags, dessen Mitinhaber er 1921 wurde. Er übersetzte u. a. Agnes Smedley und John Dos Passos. Seine Frau Hede Eisler arbeitete in der Malik-Buchhandlung, als er sie Anfang 1923 kennenlernte. Die erst 1927 geschlossene Ehe wurde 1928 geschieden. Im selben Jahr löste er sich vom Parteikommunismus.

## Schriften
- Über die geistige Ortsbestimmung des Expressionismus, Der Friede, Nr. 3, 1919.
- Kunst, Vandalismus und Proletariat, Eine Antwort an G. G. L. [Gertrud Alexander]. Die Rote Fahne, 3, Nr. 110 vom 22. Juni 1920. Repr. in: Fähnders/Rector (Hrsg.), Literatur im Klassenkampf, Fischer, 1974, Nr. 3, S. 57–60 [1971]. (Kunstlump Debatte, George Grosz gegen Oskar Kokoschka)
- Die Agrarkrise der Vereinigten Staaten. H. Buske, Leipzig 1931 (= Veröffentlichungen der Frankfurter Gesellschaft für Konjunkturforschung, n.f., Heft 2 (13. Hft. d. gesamten Reihe)).
- Zur Soziologie des amerikanischen Parteiensystems. In: Zeitschrift für Sozialforschung, Jg. 1, Heft 3, 1932, S. 278–310.
- Mit Johann Rindl. Als Ypsilon, Pattern for World Revolution, Ziff-Davis, New York 1947.